# Давид Рат
Давид Рат (чеськ. David Rath, 25 грудня 1965, Прага) — чеський політичний діяч, безпартійний депутат, обраний від партії СД, членом якої був з 2006 до 2012 рік. З листопада 2008 до травня 2012 року був гетьманом Середньочеського краю Чехії.
У 2005—2006 роках був безпартійним міністром охорони здоров'я Чехії в уряді Іржи Пароубка. У першій половині 1990-х років заснував професійний лікарський клуб і став його головою, а у 1998—2005 роках був двічі обраний президентом Чеської лікарської палати.
14 травня 2012 року затриманий протикорупційним відділом поліції зі значною сумою готівки і пізніше з іншими затриманими був звинувачений у завданні фінансових збитків Євросоюзу, отриманні хабаря, підкупі та порушенні законодавства про державні закупівлі. За два дні його заарештували.

## Біографія

### Освіта та кар'єра
Загальну освіту здобув у гімназії у Празі. Після закінчення навчання на факультеті загальної медицини (нині 1 медичний факультет) Карлового університету у 1990 році працював як лікар-інтерн у відділенні реанімації у празьких лікарнях. Був шеф-лікарем служби швидкої допомоги в Кралупах-над-Влтавою, асистентом у клініці 2 медфакультети Карлового університету.

### Правий політик
У 1991—1994 роках був членом ГДС.

### Лівий політик
1995 року заснував Професійний лікарський клуб, який очолював до 1998 року. Жорстко критикував ситуацію в охороні здоров'я й організував кілька протестних акцій. У 1996—1997 роках був членом і заступником голови партії ЧНСП, потім безпартійним. З листопада 1998 року до листопада 2005 року був президентом Чеської лікарської палати.

### Міністр охорони здоров'я
4 листопада 2005 року на пропозицію прем'єра Іржи Пароубка призначений міністром охорони здоров'я Чехії. Його діяльність на цій посаді незабаром стала предметом дискусій. Особливо обговорювалися звільнення ним директора Загальної страхової компанії (VZP) Іржини Мусликової, зміна політики встановлення цін на ліки, посилення ролі держави у охороні здоров'я та негативне ставлення до приватизації.
Призначення на посаду міністра супроводжувалося скандалом через початкову відмову президента Клауса від призначення Рата за поданням Пароубка. Клаус поставив умовою призначення посаду міністра відставку Рата як президента лікарської палати. Рат відреагував на вчинок президента серією різких випадів, зокрема, назвавши Клауса «примхливим старим». Наступного дня віцепрем'єр Зденек Шкромах, який тимчасово очолював міністерство, призначив Рата першим заступником міністра з повноваженнями керувати міністерством. Почасти під впливом соціологічного опитування (54 % опитаних бачили конфлікт інтересів в одночасному обійманні посад міністра та президента лікарської палати) Рат пішов у відставку з посади президента ЧЛП 2 листопада 2005 року. За два дні президент Клаус призначив його міністром.
20 травня 2006 року на засіданні Чеської стоматологічної палати Рат отримав ляпас від Мирослава Мацека через їдкий коментар особистого характеру на адресу останнього. Образа переросла в бійку, звістка про яку оминула світові ЗМІ. Рат подав судовий позов проти Мацека, і Верховний суд у лютому 2009 року вирішив, що Мацек зобов'язаний перепросити та виплатити Рату компенсацію у розмірі 100 тисяч крон.
У 2009 році у щоденній газеті «Lidové noviny» вийшла стаття, в якій Рат підозрювався в тому, що він сам себе неправомірно атестував як лікаря, використовуючи правила перехідного періоду при приєднанні Чехії до Євросоюзу. Після цього Рат не пред'явив документів, які б спростували цю підозру, а в міністерстві охорони здоров'я необхідна для атестації терапевтів документації була відсутня, оскільки вказівкою міністра (Рата) була знищена або повернена лікарям.

### Лівий депутат
У травні 2006 року вступив до партії СД. На виборах 2006 року у чеський парламент був лідером СД у Празі та став депутатом. Був віцеголовою депутатського клубу СД та тіньовим міністром охорони здоров'я. До 31 березня 2009 року очолював комітет парламенту з охорони здоров'я.
Будучи депутатом, Рат зміцнив свою репутацію сперечальника та прихильника жорстких дискусій. Частими об'єктами його критики були експрем'єр Тополанек і колишній міністр охорони здоров'я Юлінек. Перед виборами голови парламенту 29 червня 2006 року під час статутного засідання Рат дав характеристику «людини виду частково клептоману з обслуги» імовірно кандидату та віцеголові партії ГДС Мирославі Нємцовій. У жовтні 2007 року під час обговорення дитячої допомоги в парламенті Рат запитував депутатів від коаліції, чи є вони «холоднокровними бестіями» без емпатії до людей, які потребують допомоги, чим викликали лайку з боку одного з депутатів ГДС.
У січні 2008 року під час парламентської дискусії між Ратом і Тополанеком сталася сварка. Тополанек процитував образливі рядки з пісні та пов'язав їх з особистістю Рата. Той, своєю чергою, назвав прем'єра «абсолютним королем всіх хамів».
4 червня 2008 року під час обговорення законопроєкту Рата про заборону приватизації лікарень міністр Юлінек недвозначно натякав на участь Рата в медичному бізнесі. Своєю чергою Рат запитав Юлінека, скільки він отримує грошей від фармацевтичних фірм і назвав міністра корупціонером, який отримує хабарі. Голова фракції ГДС Петро Тлухорж відреагував повідомленням про те, що клуб депутатів ГДС вимагає дисциплінарного покарання Рата за таку поведінку. У відповідь Рат схарактеризував прагнення фракції Тлухоржа «криміналізувати всіх представників опозиції» та назвав партію ГДС недемократичною та тоталітарною. Депутат Павло Севера негайно звинуватив Рата у підтримці ініціативи припинити здавати кров на знак протесту. Рат дане звинувачення відкинув і попросив Севера перепросити, потім останній з гумором відповів, що відчуває страх Рата перед переливанням йому крові Севера. Того ж дня Рат скликав пресконференцію, на якій роздав копії річного звіту руху «Реформа охорони здоров'я», де працював Юлінек, який підтверджує, що до спонсорів руху належить і низка фармацевтичних фірм, які дотують рух мільйонними сумами. На його думку, ці дотації виглядають як хабарі, якими має займатися поліція, але повідомлення про злочин до поліції не відправив.
12 червня 2008 року опозиція блокувала засідання парламенту на знак протесту проти опублікованого наміру урядової коаліції змінити правила виборів (що істотно стосуються, зокрема, функцій Рата як голови комітету з охорони здоров'я). Того дня Рат виступав із тривалими заявами щодо особистих стосунків депутатів різних партій та віцепрем'єра.
18 червня 2008 року в радіоінтерв'ю віцеголова фракції ГДС Нємцова повідомила, що вітала б відставку Рата з посади голови комітету з охорони здоров'я, оскільки він чинить тиск на депутатів коаліції та переважно реалізує свої амбіції як опозиційного політика.

## Судові процеси
Перше пред'явлене звинувачення полягало у хабарах під час планованого ремонту гімназії у Гостивицях і палацу у Буштєграді.
Судовий процес у крайовому суді Праги розпочався 7 серпня 2013 року. 23 липня 2015 року сенат суду виніс вирок. Рата визнали винним в отриманні хабаря у п'яти випадках корупції та маніпуляції з публічними закупівлями та засуджено до позбавлення волі на 8,5 років. Також мав відшкодувати збиток державі на суму близько 22 млн крон. З цієї суми 8,5 млн крон та 44,5 тис. євро вилучили в будинку Рата у Гостивицях, 5 млн крон на банківському рахунку адвоката Адама Черного та 7 млн крон у коробці з-під вина. Вирок не набрав чинності, оскільки Рат його оскаржив.
Верхній суд у Празі у грудні 2016 року скасував вирок Рату й іншим обвинуваченим через незаконність прослуховування. Після скарги міністра юстиції Роберта Пелікана Найвищий суд у травні 2017 року визнав прослуховування законним.
27 червня 2018 року крайовий суд Праги повторив свій вердикт, а Рат знову його оскаржив. 26 травня 2019 року Верхній суд у Празі підтвердив вирок Рату та змінив розмір покарання на 7 років позбавлення волі та 10 млн крон.
Друге звинувачення стосувалося публічних закупівель будівельних робіт для лікарень у Младі Болеславі, Коліні та Кладно та постачання машин швидкої допомоги.
У серпні 2015 року звинувачення пред'явили дев'яти особам і восьми фірмам. У травні 2017 року крайовий суд Праги повернув справу на довивчення. У липні 2018 року звинувачення знову пішло до суду.
У січні 2019 року Рат подав заяву про переведення процесу до міського суду в Празі через упередженість, її не задовольнили.